# 4612 Greenstein
4612 Greenstein је астероид главног астероидног појаса са средњом удаљеношћу од Сунца која износи 2,555 астрономских јединица (АЈ).
Апсолутна магнитуда астероида је 12,5.